# Staatsangehörigkeit der Republika Srpska

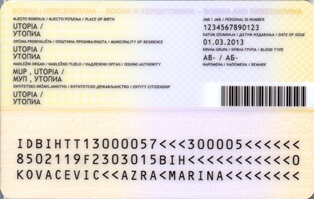
Bosnisch-herzegowinischer Personalausweis mit Angabe der Staatsangehörigkeit

Die Staatsangehörigkeit der Republika Srpska (serbokroatisch Држављанство Републике Српске Državljanstvo Republike Srpske) ist die Zugehörigkeit einer natürlichen Person zur Republika Srpska, die in der Verfassung der Republika Srpska und im Gesetz der Staatsangehörigkeit der Republika Srpska geregelt ist. Die Republika Sprska ist eine von beiden Entitäten des Staates Bosnien und Herzegowina.

## Erwerb der Staatsangehörigkeit
Die Staatsangehörigkeit der Republika Srpska erhält man nach Artikel 5 des Gesetzes der Staatsangehörigkeit:
- durch Abstammung (ius sanguinis)
- durch Geburt auf dem Gebiet der Republika Srpska (ius soli)
- durch Adoption
- durch Einbürgerung